# ميريل نويل
ميريل نويل (بالإنجليزية: Merrill Noel)‏ هو لاعب كرة قدم أمريكية أمريكي، ولد في 10 سبتمبر 1991 في باهوكي في الولايات المتحدة.